# Eidbukta
Eidbukta är en tätort i Meløy kommun i Nordland fylke i norra Norge. Orten ligger vid fylkesväg 17, sydöst om kommunens centralort Ørnes.